# Arcentales
Arcentales (oficialmente en euskera: Artzentales) es un municipio español de la provincia de Vizcaya, comunidad autónoma del País Vasco. Cuenta con una extensión de 36,91 km² y una población de 736 habitantes (INE 2024).

## Toponimia
La primera mención escrita de este valle y municipio data de 1214. Se menciona como Argentales en una donación realizada por Diego López II de Haro a los monjes de Nájera. Debido a esta variante antigua del nombre se ha solido relacionar el nombre del valle con la existencia de minas de plata en su solar. No existe constancia de la explotación de minas de plata en Arcentales, pero sí que se explotaron minas de plomo y de zinc, antes de las de hierro y cobre que se explotaron en el siglo XIX y XX. Debido a ello no es descartable que de las minas de plomo extrajeran antiguamente galena argentífera y que debido a ello el valle quedara bautizado como Argentales. Posteriormente el nombre evolucionó de Argentales a Arcentales.
El nombre vasco de la localidad es Artzentales. En 2001 el municipio cambió su denominación pasando a llamarse oficialmente por este nombre.

## Geografía
Linda al norte con Castro Urdiales (Cantabria), al norte y al este con Sopuerta al sur con el Valle de Mena y Valmaseda y al oeste con Trucíos y el municipio cántabro de Valle de Villaverde.
Terreno montañoso del que sobresalen el Coliza, la Garbea, la Peña Alén y Betaio.
Está bañado por los ríos Kolitza y Rolante. Predominan pinos y eucaliptos.

## Historia
El territorio donde se encuentra el término municipal de Arcentales fue habitado por los autrigones, un pueblo de origen celta que se extendía por partes de las provincias actuales de Burgos y Vizcaya, así como de la zona más oriental de la actual Cantabria. Es probable que esta civilización ya comenzara a extraer metales de la zona, hecho que debió continuarse durante el periodo romano, y en siglos posteriores una vez desaparecida y asimilada la cultura de los autrigones. 
Ya en época más moderna, en el siglo XV, en 1488 se conoce como Juan de la Cuadra, vecino de Arcentales, extraía y comerciaba con hierro de la zona. En las primeras décadas del siglo XVI, Pedro Hurtado de la Puente, vecino de Arcentales, establece un conjunto de ferrerías en Covillo y Mollinedo, entre otras, lo que hace pensar la importancia que toma la extracción de hierro en la zona durante el siglo XVI.
Entre 1880 y 1890 se empiezan a explotar distintas minas en el término municipal de Arcentales. El impulso que provocaron las minas, tanto económica como demográficamente, fue decisivo para cerrar una larga etapa en el transcurso de la historia del valle. Pero no debemos engañarnos, aunque en muchos municipios la explotación de las minas y el posterior proceso de industrialización provocó una transformación radical, en el caso de Arcentales esos cambios solo se dieron mientras se mantuvieron abiertas las minas.
Las minas, de hierro y cobre, que se explotaron en Arcentales estaban situadas al norte del término municipal. Las dos zonas mineras por excelencia son: La de “Peñalba-Rao” (Mina Federico) y Las Barrietas-Gerelagua (Mina Amalia Juliana, Mina Sorpresa, Mina María...)
A partir del momento en que se cerraron estas, paréntesis que duró entre cuarenta y cincuenta años, sus habitantes retornaron a su modo de vida “tradicional” con predominio de las actividades agrícolas, ganaderas y forestales. Pero esta imagen que nos podría recordar tiempos pasados, durará muy poco debido a que a partir de los años cincuenta y sesenta se inició un proceso de despoblamiento que llega a nuestros días. Esta tendencia se repite en municipios en situación de aislamiento con respecto a las principales vías de comunicación.
A esta recesión demográfica, se unirá una coyuntura económica desfavorable para las pequeñas explotaciones agro-ganaderas características del municipio. Esto sucede por la subordinación a los programas económicos propugnados por la Unión Económica Europea.

## Demografía
Arcentales uenta con una población de 736 habitantes (INE 2024).
| Gráfica de evolución demográfica de Arcentales entre 1842 y 2021 |
| |
| Población de derecho según los censos de población del INE Población de hecho según los censos de población del INEEn estos censos se denominaba Arcentales: 1842, 1857, 1860, 1877, 1887, 1897, 1900, 1910, 1920, 1930, 1940, 1950, 1960, 1970, 1981 y 1991 |

### Transporte y comunicaciones
El municipio dispone de varias estaciones ferroviarias en su área geográfica, entre ellas el apeadero de Arcentales.

## Administración y política

### Gobierno municipal
| Partido político                                              | 2015  | 2015       | 2011  | 2011       | 2007  | 2007       | 2003  | 2003       | 1999  | 1999       | 1995  | 1995       | 1991  | 1991       |
| Partido político                                              | %     | Concejales | %     | Concejales | %     | Concejales | %     | Concejales | %     | Concejales | %     | Concejales | %     | Concejales |
| Euzko Alderdi Jeltzalea-Partido Nacionalista Vasco (EAJ-PNV)  | 67,29 | 5          | 70,71 | 6          | 71,91 | 7          | 55,94 | 4          | 64,09 | 5          | 65,94 | 5          | 80,09 | 6          |
| Euskal Herria Bildu (EH Bildu)-Bildu                          | 29,18 | 2          | 22,02 | 1          | —     | —          | —     | —          | —     | —          | —     | —          | —     | —          |
| Partido Socialista de Euskadi-Euskadiko Ezkerra (PSE-EE PSOE) | 1,41  | 0          | 2,75  | 0          | 3,19  | 0          | 0,04  | 0          | —     | —          | 1,52  | 0          | 1,34  | 0          |
| Partido Popular del País Vasco (PP)                           | —     | —          | 1,83  | 0          | 1,91  | 0          | 0,04  | 0          | 0,41  | 0          | —     | —          | —     | —          |
| Eusko Alkartasuna (EA)                                        | —     | —          | —     | —          | —     | —          | 42,45 | 3          | 7,38  | 0          | —     | —          | 16,55 | 1          |
| Euskal Herritarrok (EH)                                       | —     | —          | —     | —          | —     | —          | —     | —          | 25,92 | 2          | —     | —          | —     | —          |
| Candidatura Independiente de Arcentales (ACI)                 | —     | —          | —     | —          | —     | —          | —     | —          | —     | —          | 30,08 | 2          | —     | —          |

### Organización territorial
- San Miguel de Linares: lugar, 345 m s. n. m.
- Gorgolas: barrio a 6,0 km del centro, 325 m s. n. m.
- Santa Cruz: barrio a 2,5 km del centro, 410 m s. n. m.
- Traslaviña: barrio a 2,0 km del centro, 205 m s. n. m.
- Traslosheros: barrio a 4,0 km del centro, 300 m s. n. m.

## Cultura

### Fiestas
El segundo día de la Pascua de Resurrección se celebra San Hermenegildo. El día 5 de agosto, la Virgen de las Nieves y el 2 de septiembre, San Antolín. También el ocho del mismo mes, la festividad de Nuestra Señora de Septiembre y el 14, la Santa Cruz. Y el 29 de septiembre San Miguel.

### Parroquias
En San Miguel de Linares, San Miguel Arcángel. En Traslaviña, Santa María. En Santa Cruz, Santa Elena.

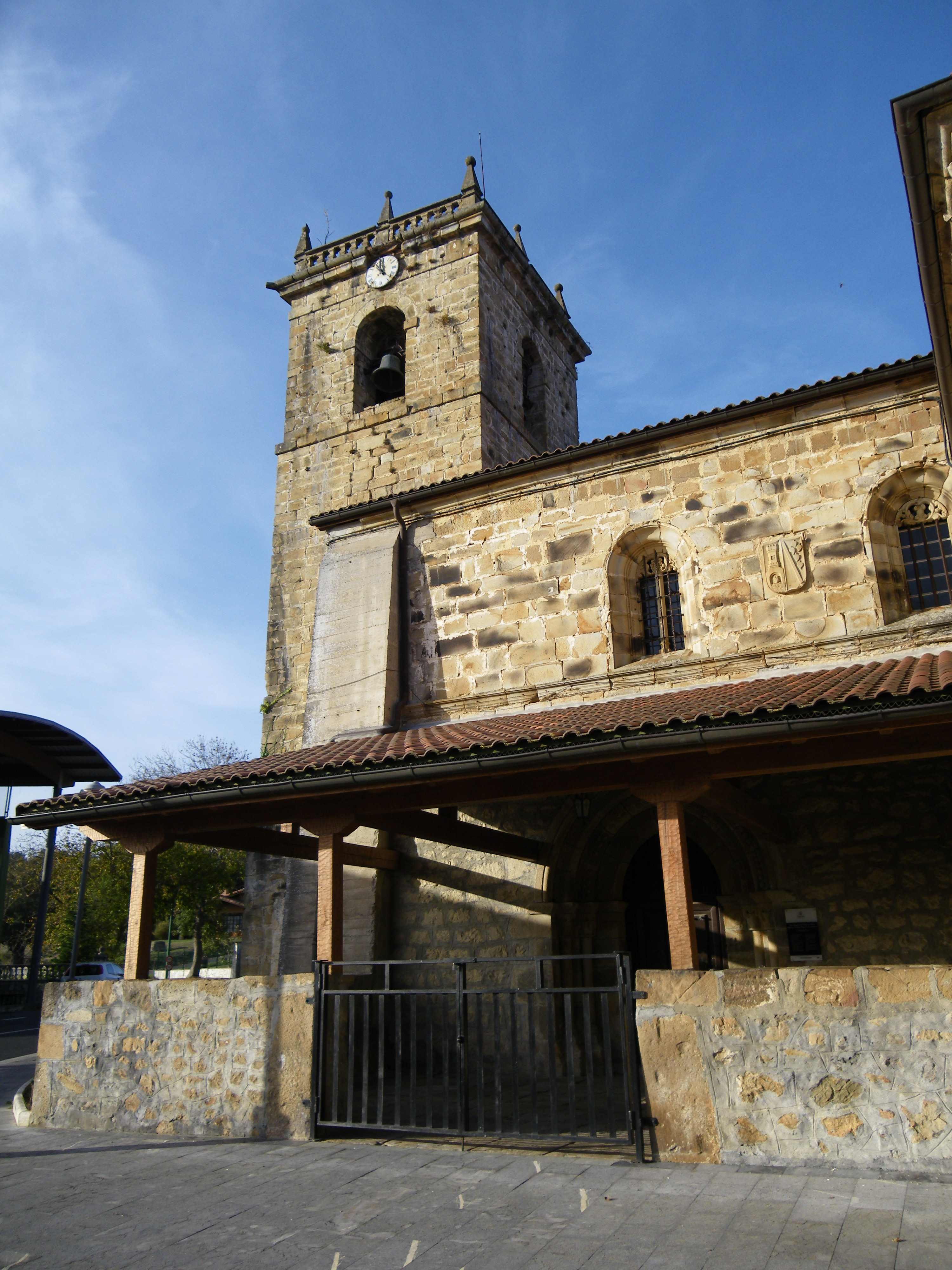
Iglesia San Miguel de Linares